# Roberto Casati
Roberto Casati (Milano, 9 novembre 1961) è un filosofo italiano.
Direttore di Ricerca al  Centre National de la Recherche Scientifique (CNRS) all'Institut Nicod, École normale supérieure di Parigi, è autore di saggi specialistici e di divulgazione, e ha insegnato in diverse università europee e statunitensi.

## Biografia e pensiero
Si è laureato in Filosofia del linguaggio all'Università degli Studi di Milano nel 1985 con Andrea Bonomi, sotto la cui direzione ha conseguito il Dottorato di Ricerca in Filosofia nel 1991. Nello stesso anno ha anche ottenuto un Dottorato di Ricerca dall'Università di Ginevra, sotto la direzione di Kevin Mulligan. Nello stesso periodo ha pubblicato La scoperta dell'ombra (Mondadori 2001), un libro che gli ha valso il Premio Fiesole Narrativa Under 40, il Premio Castiglioncello e il Premio della Science Se Livre. Nel 2006 ha pubblicato la raccolta di racconti filosofici Il caso Wassermann e altri incidenti metafisici (Laterza).
Si è occupato poi con Achille Varzi della Columbia University di fenomenologia dello spazio e degli oggetti: il lavoro, condotto presso il Centre National de la Recherche Scientifique a partire dal 1993, ha analizzato la rappresentazione di questi due elementi secondo il senso comune. Da questi lavori sono nate tre pubblicazioni firmate con Varzi: Buchi e altre superficialità, MIT Press 1994, poi Garzanti 1996), Parts and Places (MIT Press, 1999) e Semplicità insormontabili (Laterza 2004).
Buchi e altre superficialità è un tentativo di analizzare i diversi tipi di buco, superando il paradosso di classificare un elemento che evoca l'assenza, il vuoto e il nulla. Gli autori utilizzano strumenti di filosofia della percezione, geometria, logica e topologia, ma anche linguistica e letteratura. Un esperimento epistemologico che dimostra come l'esperienza e il linguaggio quotidiani si trasformino quando diventano oggetto di un'indagine filosofica e di una formalizzazione scientifica. Un concetto che sembrava semplice, di uso quotidiano, diventa sfuggente e ambiguo.
Tra i suoi principali contributi si annoverano la teoria della filosofia come arte del negoziato concettuale; la teoria 'conversazionale' degli artefatti artistici. Tra i contributi alla metafisica analitica: la teoria dei suoni come eventi localizzati (con J. Dokic), la teoria delle regioni spaziali immateriali (con A. Varzi), lo studio delle strutture parte/intero nel dominio degli oggetti materiali (con A. Varzi), la teoria del futuro "strizzato" (shrinking future) nella metafisica del tempo (con G. Torrengo).
Casati ha studiato il fenomeno percettivo delle ombre e il loro contributo alla ricostruzione delle scene tridimensionali grazie alla scoperta di doppie dissociazioni nella rappresentazione delle ombre (ombre corrette che appaiono sbagliate, ombre sbagliate che appaiono corrette), scoprendo o prevedendo svariate illusioni percettive (l'illusione "copycat", l'illusione di Lippi, l'illusione della doppia ombra, la cattura delle ombre, le ombre delle ombre, il mascheramento delle ombre, le ombre di oggetti non materiali). Una parte della sua ricerca ha riguardato il modo in cui l'ombra è stata rappresentata nella pittura ed è stata usata per il ragionamento geometrico, in particolare in astronomia (La scoperta dell'ombra, tradotto in otto lingue).
Un'altra linea di ricerca riguarda gli artefatti cognitivi. I risultati principali in questo settore sono la prima e finora unica semantica formale per le mappe, una sintassi e una semantica per la notazione musicale standard, la teoria dei "micro crediti" nelle pubblicazioni scientifiche, e una teoria generale dei vantaggi cognitivi degli artefatti rappresentativi. Con Gino Roncaglia, è autore di un progetto - denominato Wikilex - per l'uso di strumenti wiki nella scrittura normativa, in un contesto di democrazia partecipata.
La sua Prima Lezione di filosofia difende una concezione della filosofia come arte del negoziato concettuale. Da questa tesi discende che la filosofia è molto diffusa nella società e nella scienza anche al di fuori dell'ambito accademico che le è proprio, che non esistono problemi filosofici fuori dal tempo e dalla storia, che non c'è un canone filosofico né un modo canonico di insegnare la filosofia.

## Opere principali
- L'immagine. Introduzione ai problemi filosofici della rappresentazione, La Nuova Italia, 1991. ISBN 88-221-0993-7.
- Holes and other superficialities (con Achille Varzi), MIT Press, 1994, ISBN 0262032112; trad. it. Buchi e altre superficialità, Garzanti 1996. ISBN 88-11-59279-8.
- La philosophie du son (con Jérôme Dokic), Chambon, 1994. ISBN 2877111091.
- Parts and Places (con Achille Varzi), MIT Press, 1999. ISBN 026203266X.
- La scoperta dell'ombra, Arnoldo Mondadori Editore, 2000; seconda edizione, Laterza, 2008. ISBN 978-88-420-8150-0.
- Semplicità insormontabili - 39 storie filosofiche (con Achille Varzi), Laterza, 2004. ISBN 88-420-7304-0.
- Il caso Wassermann e altri incidenti metafisici, Laterza, 2006. ISBN 88-420-8096-9.
- Il pianeta dove scomparivano le cose. Esercizi di immaginazione filosofica (con Achille Varzi), Einaudi, 2006. ISBN 88-06-18071-1.
- Prima lezione di filosofia, Laterza, 2011; seconda edizione, 2012. ISBN 978-88-420-9549-1.
- Contro il colonialismo digitale: istruzioni per continuare a leggere, Laterza, 2013. ISBN 978-88-5810-731-7.
- Dov'è il sole di notte? Lezioni atipiche di astronomia, Raffaello Cortina, 2013. ISBN 978-88-6030-616-6.
- L'incertezza elettorale (con Achille Varzi), Aracne Editrice, 2014. ISBN 978-88-548-7928-7.
- Semplicemente diaboliche. 100 nuove storie filosofiche (con Achille Varzi), Laterza, 2017. ISBN 978-88-581-2018-7.
- La lezione del freddo, Einaudi, 2017. ISBN 978-88-062-3610-6. Premio Procida-Isola di Arturo-Elsa Morante[1]
- Oceano. Una navigazione filosofica, Einaudi, 2022. ISBN 978-88-062-5244-1.